# Magda Bellotti
Magdalena Ramos-Arguelles Bellotti (Algeciras, Cádiz, 21 de febrero de 1957), conocida como Magda Bellotti, es una galerista de arte española feminista, cuya vida profesional ha estado dedicada a la difusión y promoción del arte. Comprometida con la sociedad, ha promovido la creación de diversas asociaciones profesionales del sector y ha contribuido al enriquecimiento cultural de la Comunidad Autónoma de Andalucía. El Ayuntamiento de Algeciras le concedió en 2015 la Medalla de la Virgen de la Palma, que se concede cada año a personas relevantes que han contribuido al enriquecimiento cultural y difusión de la ciudad.
Ha sido reconocida su trayectoria profesional  con el VII Premio Mav 2018 como mejor galerista por su contribución a la promoción de artistas.

## Biografía y Trayectoria Profesional
Bellotti es Licenciada en Filosofía por la Universidad de Sevilla en el año1982. Vivió su infancia en un entorno familiar muy culto, de madre británica y padre abogado, viajó por Europa desde niña, según su testimonio en una entrevista en El País “Yo no viví la infancia normal de las niñas de mi época. Mi madre era británica y mi padre, un abogado extraordinariamente culto. Formó parte del Partido Socialista en la clandestinidad. Todos los veranos viajábamos en coche por Europa. Con diez años ya visitaba los Museos Vaticanos, el Louvre o el British Museum”.
Con este bagaje cultural, vía familiar, más el conocimiento adquirido en la carrera de Filosofía, decidió abrir una galería de arte. Fundó la galería que lleva su nombre en su ciudad natal Algeciras en el año 1982. Ciudad muy poco activa en el arte y alejada de cualquier núcleo artístico, sin embargo Bellotti mantuvo el espacio abierto y programando periódicamente durante 19 años, a pesar de la penuria económica que dominaba la región, resistió los avatares económicos. Tuvo como aliada la histórica galerista Juana Mordó, ayudada por esta, programó exposiciones de los artistas más prestigiosos de su galería como José Guerrero, Miguel Ángel Campano, José Manuel Broto, etc...También tuvo ayuda de la galerista Juana de Aizpuru y Norberto Dotor. En el año 2001 trasladó su galería a Madrid, abriendo un nuevo espacio expositivo en las cercanías del Museo Nacional Centro de Arte Reina Sofía. En 1987 la galería celebra su 25 aniversario en Madrid.
Galerista con una larga trayectoria profesional avalada por 36 años de experiencia en el campo del arte contemporáneo internacional, se ha especializado en el arte de los últimos 25 años del siglo XX hasta la actualidad, siempre alerta a la búsqueda de artistas emergentes con futuro, en el exigente mercado internacional. Era  bilingüe en una España en la que pocas galeristas hablaban inglés, por lo que pudo promocionar en el exterior a los artistas con los que trabajaba en su galería.
Ha participado en el Festival de fotografía PHotoEspaña desde su fundación en el año 1998.
 Ha sido miembro del jurado de numerosos Premios y Certámenes, como el Premio Andalucía de Artes Plásticas, Premio Picasso que instituye la Junta de Andalucía. Premio Velázquez, Ministerio de Cultura de España y premios MAV. 
Ha formado parte de la Comisión Asesora de uno de los  más prestigiosos parques de escultura de Europa, el M.N.A.C (Montenmedio Arte Contemporáneo- Parque de Escultura), en Vejer de la Frontera (Cádiz). Este parque contiene esculturas de artistas internacionales de gran prestigio. Dichos artistas han creado obras específicas para el lugar integrándose en diálogo con la naturaleza.  

### Ferias Internacionales
La participación en las ferias de arte es un requisito  imprescindible para mostrar y promocionar a los artistas con los que trabajan las galerías. Consciente de su importancia, ha participado con su galería en múltiples ferias de arte internacionales.
Ha participado en la feria de Madrid ARCO desde su fundación en el año 1982
- ARCO
- ART FRANKFURT;
- ARTISSIMA, Turín;
- Venecia Video Art Fair;
- Arte Santander;
- LOOP Video Art Fair, Barcelona;
- DIVA Art Fair, New York;
- Feria de Arte, Vigo;
- JUSTMAD, Madrid;
- MADRID PHOTO;
- HOT ART FAIR;
- Art Basel;
- MACO, México D.F;
- PINTA ART FAIR, Londres;
- ARTBO, Bogotá.

### Participación en Asociaciones profesionales del sector
Como galerista comprometida con la sociedad, ha sido fundadora y ha formado parte de varias asociaciones profesionales:
- Fundadora y primera presidenta de la Asociación de Galerías Andaluzas de Arte Contemporáneo.[15]
- Ha sido Tesorera de la Unión de Asociaciones de Galerías de Arte de España.
- Socia fundadora del Instituto de Arte Contemporáneo (IAC)
- Socia fundadora del Consorcio de Galerías de Arte Contemporáneo de España.
- Fundadora y primera presidenta de la Asociación ALCULTURA, radicada en Algeciras.
- Socia fundadora de MAV (Mujeres en las Artes Visuales) en el año 2009 y tras formar parte de la junta directiva, ha pasado a formar parte del comité de asesoras.[16]

### Publicaciones de la galería
La Galería desde su fundación ha publicado periódicos y catálogos dedicados a los artistas de la Galería, mención especial el dedicado al 25 aniversario de la Galería publicado en 1987

### Proyectos curatoriales (selección)
- 2006, Modos de Ver, conmemoración del centenario de la conferencia de Algeciras y del Puerto de Algeciras. Algeciras, España.
- 2010, Paralelo 40/41, Real Academia Española en Roma. Roma, Italia.[17]
- 2019 comisaría la exposición EASTERLY WINDS, 17 artistas de Gibraltar en la Diputación de Cádiz, la exposición contiene un extenso catálogo de las obras y textos.